# 伊藤武男
伊藤 武男（いとう たけお、1893年12月10日 - 1976年10月1日）は、日本の蚕糸学者。上田繊維専門学校の校長、信州大学の学長を務めた。農学博士。山口県岩国市出身。
絹のタンパク質の物理化学的研究で知られ、絹糸を構成するフィブロインおよびセリシンについて、そのアミノ酸組成を解明し、「農芸化学会誌」に発表した。

## 略歴
- 1918年 - 東京帝国大学農学部農芸化学科卒業。
- 1920年 - 盛岡高等農林学校教授。
- 1932年 - 京都高等蚕糸学校教授。
- 1945年 - 上田繊維専門学校校長。
- 1949年 - 信州大学繊維学部長。
- 1958年 - 信州大学学長。
- 1976年 - 脳梗塞のため京都市右京区国立療養所宇多野病院にて死去。82歳[3]。

## 著作
- 『絹糸の構造』（千曲会出版部、1957年）